# Мій син (фільм, 2021)
Мій син — британсько-французький драматичний трилер-детектив 2021 року. Режисер Крістіан Каріон; сценаристи Крістіан Каріон й Лор Іррманн. Продюсери Крістіан Каріон та Марк Бутан.
Особливість фільму в тому, що головний актор Джеймс МакЕвой не отримав ні сценарію, ні діалогів. Він знав лише передісторії свого персонажа і весь фільм йому приходилось імпровізувати.

## Про фільм
Під час відпочинку в дитячому таборі у гірській місцевості Шотландії зникає семирічний хлопчик. Його батько зривається з роботи та мчить на пошуки сина. Розгублені Едмонд і його колишня дружина Фой намагаються зробити все можливе, щоб знайти дитину. Коли високе начальство змушує місцевих поліцейських відмовитися від справи, Едмонд береться сам за розслідування. Чим більше він занурюється в пошуки, тим більше жахливих фактів розкриває.

## Знімались
| Актор           | Роль          |
| --------------- | ------------- |
| Джеймс Мак-Евой | Едмонд Мюррей |
| Клер Фой        | Джоан Річмонд |
| Том Каллен      | Френк         |
| Гері Льюїс      | інспектор Рой |
| Джон Мічі       | Гантер        |